# Hello Girls

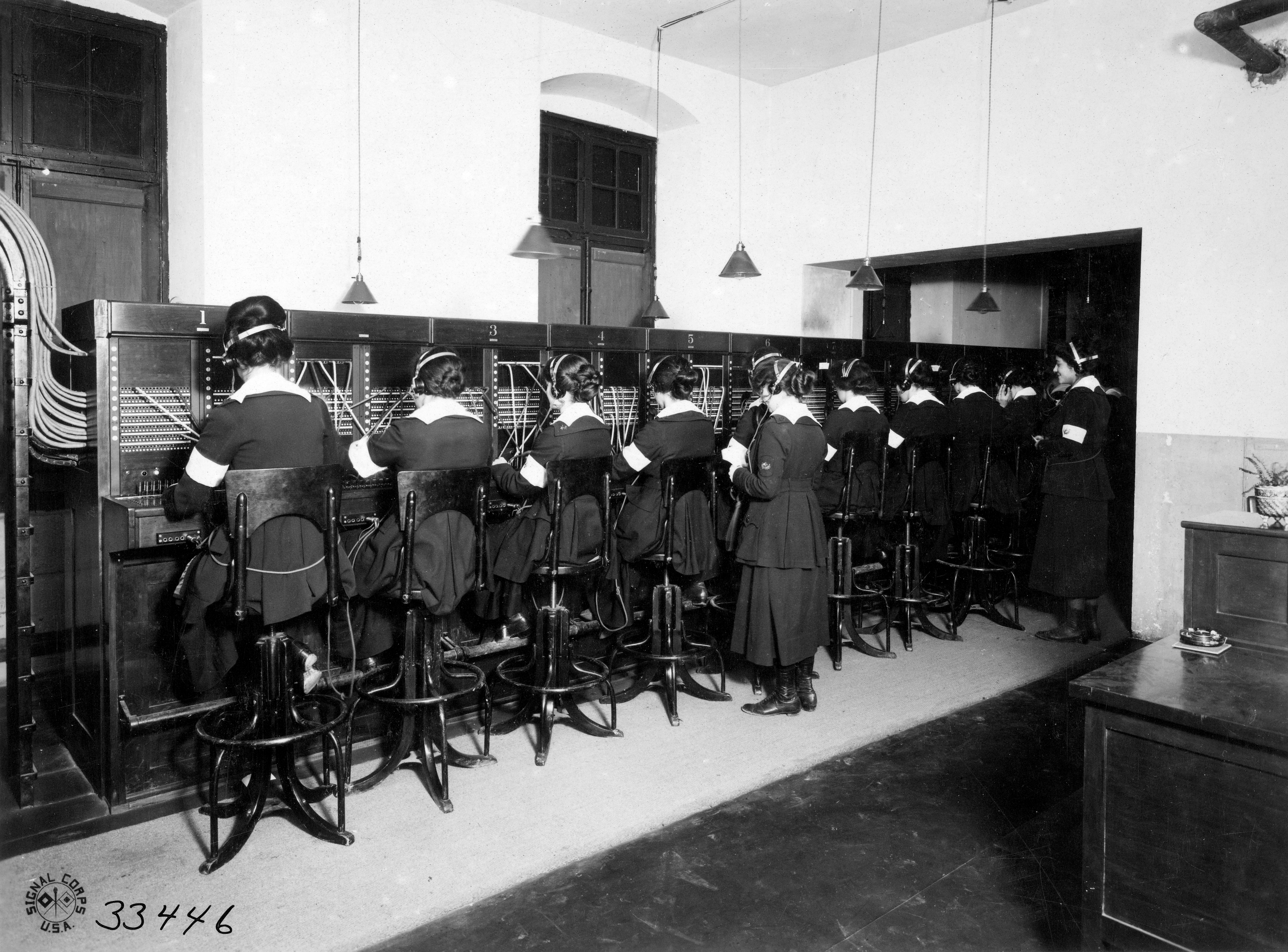
Un groupe de Hello Girls à Chaumont (France), durant la Première Guerre mondiale.

Les Hello Girls sont les opératrices téléphoniques américaines de la Première Guerre mondiale, officiellement connues comme la Signal Corps Female Telephone Operators Unit, fondée en 1917. 
Souvent anciennes standardistes ou employées d'entreprise de télécommunication, elles ont principalement été choisies pour leur bilinguisme français-anglais afin de faciliter les communications militaires sur le front en Europe. Bien que soumises aux mêmes obligations militaires que les soldats hommes engagés dans l'armée américaine, elles n'obtiennent le statut de vétéran qu'à la fin des années 1970, sur décision du président Jimmy Carter.

## Origine du terme
Le terme d'Hello Girl est antérieur à la Première Guerre mondiale. Il désigne tout d'abord les femmes opératrices téléphoniques aux États-Unis. La première mention qui en est faite figure dans le récit de Mark Twain A Connecticut Yankee in King Arthur's court écrit en 1889. 

## Contexte et création
À partir de son arrivée en France en 1917, l'American Expeditionary Force (AEF) fait face à des problèmes de communication importants en matière d'installations et de barrière linguistique. Le réseau téléphonique français est en effet dévasté, ce qui amène l'armée américaine à établir son propre réseau de communication. Elle embauche pour cela des opératrices téléphoniques françaises, qui s'avèrent cependant limitées dans leur compréhension des instructions en anglais et moins efficaces que les opératrices téléphoniques américaines, ce qui oblige à se tourner vers des opératrices américaines.
Le général John J. Pershing lance donc un appel, publié dans les journaux américains et intitulé Emergency Appeal, invitant toutes les femmes standardistes à s'engager dans l'armée,. Il est persuadé que les femmes ont davantage de patience et de persévérance pour les tâches pénibles et précises, et que les hommes ont plus de difficulté à manier le matériel dédié aux opérations téléphoniques.

## Caractéristiques

### Recrutement

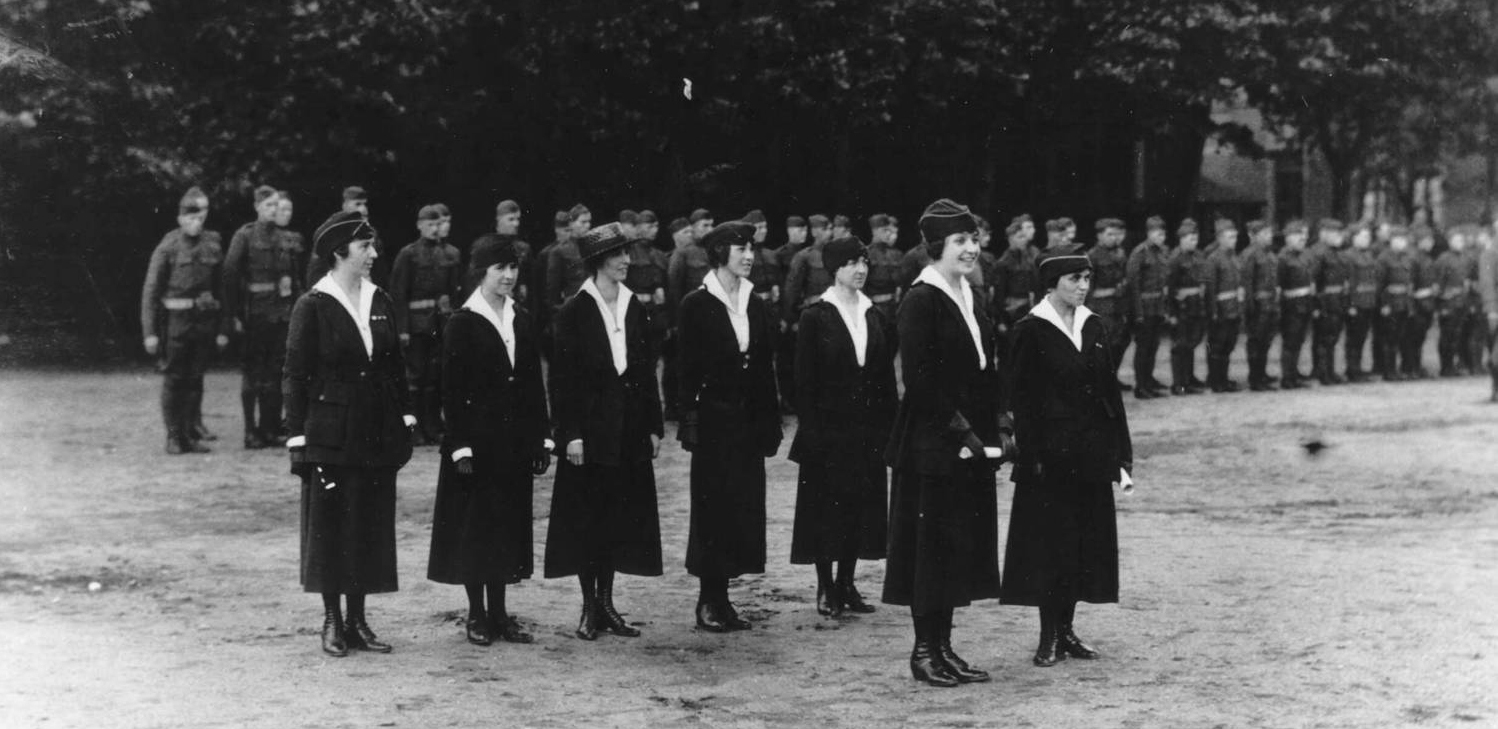
Remise de décorations militaires le 8 juillet 1919 à des opératrices de la Signal Corps Female Telephone Operators Unit de l'US Army, dites les « Hello Girls ».

Plus de 7 600 femmes se portent candidates jusqu'au printemps 1918 auprès de la United States Army Signal Corps et environ 500 sont retenues. Parmi elles, 223 femmes sont envoyées en Europe entre mars et octobre 1918, les autres faisant office de réserve,,.
Parmi les critères de sélection, les opératrices candidates doivent être bilingues anglais-français, avoir une bonne condition physique, et pour la plupart, avoir au moins 25 ans même si certaines femmes engagées sont plus jeunes,. Elles doivent passer des tests psychologiques, destinés à vérifier qu'elles sont capables de supporter la pression tout en réalisant leur travail rapidement, et font chacune l'objet d'une enquête de la part des services secrets américains. Elles sont également soumises à un examen de français difficile qui détermine si elles sont retenues ou éliminées. 
Parmi leurs obligations, figurent les mêmes que celles appliquées aux hommes : elles doivent notamment prêter serment et respecter le protocole militaire, et peuvent être traduites en cour martiale,.

### Profil des recrues
La plupart des Hello Girls sont des femmes blanches, plutôt éduquées pour cette époque et d'origine urbaine, majoritairement originaires des États-Unis.
Parmi 330 opératrices dont le lieu de naissance est connu, la majorité (57 % soit 214 femmes) sont nées aux États-Unis. Parmi les autres, 60 sont nées en France, 24 au Canada, 9 en Belgique, 3 en Suisse, 2 en Italie, 2 en Suède et figurent également une femme née au Danemark, une née en Allemagne, une née en Roumanie, une en Russie, une en Écosse et une en Turquie. Six femmes afro-américaines figurent aussi parmi ces recrues. Parmi 373 Hello Girls dont l'origine géographique est connue, une majorité vient des États-Unis (360), mais sont également dénombrées treize standardistes originaires du Canada. Certaines sont issues de la même famille, comme c'est le cas d'au moins trente femmes ayant une sœur s'étant engagée en même temps, ou sont d'anciennes collègues de travail.
La plupart des Hello Girls, soit 324 de 377 opératrices, se démarquent soit par leur capacité à parler le français, soit par leur maîtrise du standard téléphonique, soit par leur maîtrise des deux en même temps. Cependant, seules 85 d'entre elles sont à la fois des standardistes expérimentées et bilingues. Certaines Hello Girls sont ou ont été standardistes de métier, mais parmi les 160 opératrices professionnelles, moins de quatre-vingt parlent le français. Devant le manque de standardistes parlant assez bien français pour la tâche, l'AEF recrute au moins 169 femmes parlant couramment français et les soumet à une formation d'opératrices.
Parmi les professions occupées par ces recrues, on retrouve principalement les métiers de standardiste téléphonique (116 femmes sur 303 femmes dont la profession est identifiée), de professeur (53 femmes) dont un certain nombre de professeures de français, de personnel clérical (34 femmes), ce qui correspond aux professions les plus occupées par des femmes à cette époque.

#### Motivations
La première motivation de ces femmes est d'ordre patriotique, mais se retrouvent aussi le souhait de voyager et l'envie d'aventure.

### Formation
Les Hello Girls sont formées à New York, Chicago, San Francisco, Philadelphie et Atlantic City. Les recrues parlant suffisamment bien le français mais n'ayant pas de connaissance en standard téléphonique suivent une formation dédiée.

### Services

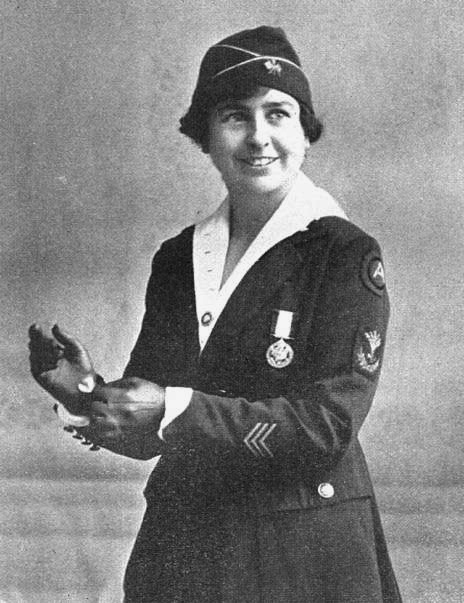
La chef opératrice Grace Banker recevant la Distinguished Service Medal.

Après leur formation, les premières opératrices arrivent en Europe en 1918 et sont dirigées par la chef opératrice Grace Banker.
Les membres de cette unité réalisent les connexions des appels des American Expeditionary Force à Paris, Chaumont et soixante-quinze autres endroits français comme britanniques. Certaines sont stationnées très près des zones de conflit, à moins de 25 km du front vers la fin de la guerre, et travaillent équipées de masques à gaz,.
Contrairement aux autres femmes membres de l'AEF, qui interviennent davantage en support et sont éloignées du front, les Hello Girls jouent un rôle actif dans les opérations militaires. Le travail des opératrices consiste à faciliter les communications entre les unités et à servir d'interprètes lors des échanges avec les unités françaises. Deux types de standards téléphoniques sont utilisés. Le premier est destiné aux appels logistiques entre Alliés, sur de courtes ou de longues distances, et le second aux messages entre les unités de commandement situées dans les ports de Bordeaux et du Havre et les unités combattantes situées dans les tranchées,. Les opératrices américaines doivent également utiliser des codes militaires.
Au plus fort des combats, les Hello Girls connectent près de 150 000 appels par jour.

## Fin du conflit et reconnaissance
À la fin du conflit, les Hello Girls sont rapatriées et leur unité est dissoute.
Malgré le fait qu'elles portent l'uniforme, qu'elles soient soumises au règlement de l'armée et qu'elles aient prêté serment à celle-ci, les Hello Girls ne disposent pas du statut réservé aux militaires (« military discharge ») après l'armistice, à cause de leur sexe. Elles sont en effet considérées pour cette raison comme de simples volontaires et du personnel militaire,. Elles ne bénéficient ainsi pas des avantages accordés aux vétérans masculins comme l'assurance médicale, le droit de porter leur uniforme ou le droit à des funérailles militaires. Pour elles, cette situation est injuste. La bataille pour leur reconnaissance est menée par Merle Egan Anderson, ancienne Hello Girl, durant soixante ans. Aidée par un avocat à titre gracieux, elle est également soutenue dans son combat par certains membres du Congrès, comme Hubert Humphrey ou Margaret Chase Smith, Barry Goldwater, ainsi que des associations comme la Women's Overseas Service League (en), la National Organization for Women et les vétérans de la Première Guerre mondiale.
Le statut de vétéran n'est accordé aux dernières Hello Girls survivantes qu'en 1977 par le président Jimmy Carter,, par le G.I Bill Improvement Act et par le Congrès en 1978, après plusieurs dizaines d'années de lobbying de la part de Merle Egan-Anderson. Seulement 19 des 223 Hello Girls sont alors encore en vie.
Un uniforme de Hello Girl, appartenant à Louise Ruffe est exposé à l'U.S. Army Signal Museum.
Inez Crittenden, l'une des cadres des Hello Girls, est enterrée au cimetière américain de Suresnes,,.